# Unterseeboot U-101 (1917)
Pour les autres navires du même nom, voir Unterseeboot 101.
L'Unterseeboot U-101 est l’un des 329 sous-marins servant dans la marine impériale allemande pendant la Première Guerre mondiale. L'U-101 a participé à la campagne allemande contre le commerce allié (Handelskrieg) au cours de ce conflit. Le 26 novembre 1917, lModèle:’U-101 torpille et endommage le RFA Crenella, qui parvient à rentrer au port avec l’aide de l’USS Cushing.

## Conception
L'U-101 avait un déplacement de 750 tonnes en surface et de 952 tonnes en immersion. Il avait une longueur hors tout de 67,60 m, et 54,02 m pour la coque sous pression, un maître-bau de 6,32 m, une hauteur de 8,25 m et un tirant d'eau de 3,65 m. Le sous-marin était propulsé par deux moteurs Diesel de 2400 ch (1800 kW) en surface et deux moteurs électriques de 1200 ch (880 kW) sous l’eau. Il avait deux arbres d'hélice. Il était capable d’opérer à des profondeurs allant jusqu’à 50 mètres.
La vitesse maximale était de 16,5 nœuds (30,6 km/h) en surface et de 8,8 nœuds (16,3 km/h) en immersion. Il pouvait parcourir 10100 milles marins (18700 km) à 8 nœuds (15 km/h) en surface et 45 milles marins (83 km) à 5 nœuds (9,3 km/h) en immersion. L'U-101 était armé de six tubes lance-torpilles de 50 centimètres, quatre à l’avant et deux à l’arrière, de douze à seize torpilles et de deux canons de pont de 8,8 cm SK L/30. Il avait un effectif de 36 hommes : 32 membres d’équipage et quatre officiers.

## Affectations
- IIe flottille : du 10 juillet 1917 au 11 novembre 1918.

## Commandants
- Kapitänleutnant Karl Koopmann[5] : du 15 mai 1917 au 19 décembre 1917.
- Kptlt. Carl-Siegfried Ritter von Georg[6] : du 20 décembre 1917 au 17 juin 1918.
- Kptlt. Friedrich Ulrich[7] : du 18 juin 1918 au 11 novembre 1918.

## Navires coulés
| Date              | Nom                     | Nationalité | Tonnage | Destin.   |
| ----------------- | ----------------------- | ----------- | ------- | --------- |
| 6 août 1917       | Rosemount               | Royaume-Uni | 3044    | Coulé     |
| 26 septembre 1917 | Jacqueline              | France      | 2899    | Coulé     |
| 9 octobre 1917    | Nervier                 | Belgique    | 1759    | Coulé     |
| 26 novembre 1917  | RFA Crenella            | Royal Navy  | 7035    | Endommagé |
| 27 novembre 1917  | Notre Dame De Rostrenen | France      | 186     | Coulé     |
| 19 janvier 1918   | St. Clair               | Royaume-Uni | 621     | Endommagé |
| 1 février 1918    | Kindly Light            | Royaume-Uni | 116     | Coulé     |
| 2 février 1918    | Marie Magdeleine        | France      | 115     | Coulé     |
| 2 février 1918    | Sofie                   | Royaume-Uni | 354     | Coulé     |
| 3 février 1918    | Nikolaos                | Italie      | 3561    | Endommagé |
| 5 février 1918    | Mexico City             | Royaume-Uni | 5078    | Coulé     |
| 20 mars 1918      | Glenford                | Royaume-Uni | 494     | Coulé     |
| 22 mars 1918      | Trinidad                | Royaume-Uni | 2592    | Coulé     |
| 23 mars 1918      | Jane Gray               | Royaume-Uni | 124     | Coulé     |
| 24 mars 1918      | John G. Walter          | Royaume-Uni | 258     | Coulé     |
| 27 mars 1918      | Allendale               | Royaume-Uni | 2153    | Coulé     |
| 30 mars 1918      | Lough Fisher            | Royaume-Uni | 418     | Coulé     |
| 2 avril 1918      | Solway Queen            | Royaume-Uni | 307     | Coulé     |
| 14 mai 1918       | Embla                   | Danemark    | 157     | Coulé     |
| 26 mai 1918       | Princess Royal          | Royaume-Uni | 1986    | Coulé     |
| 27 mai 1918       | Molière                 | France      | 1545    | Coulé     |
| 28 mai 1918       | Flora                   | France      | 209     | Coulé     |
| 29 mai 1918       | Souvenir                | Danemark    | 549     | Coulé     |
| 30 mai 1918       | Waneta                  | Royaume-Uni | 1683    | Coulé     |
| 31 mai 1918       | Pretty Polly            | Royaume-Uni | 19      | Coulé     |
| 3 juin 1918       | HMT St. John’s          | Royal Navy  | 208     | Coulé     |